# 叶荣宝
叶荣宝（1944年3月—），女，浙江慈溪人，中华人民共和国政治人物，曾任浙江省人民政府副省长，浙江省人大常委会副主任。